# Omoo
Omoo (pron. Omu) è il secondo romanzo di Herman Melville, pubblicato nel 1847 dopo il successo di Taipi. Liberamente ispirato al periodo di prigionia che l'autore trascorse tra gli abitanti dell'isola polinesiana di Nuku Hiva, Melville decise di scrivere il resoconto degli eventi riprendendo da dove si era interrotto nel libro precedente.

## Trama
Abbandonata l'isola di Nuku Hiva, il protagonista si imbarca su una baleniera australiana, la Julia, la quale però versa in condizioni problematiche a causa della malattia del capitano. Nonostante l'infermità, il capitano, coadiuvato dal nostromo, si ostina a proseguire comunque la navigazione mentre l'equipaggio, stremato da parecchi mesi di navigazione, vorrebbe fare una sosta a terra. Questo contrasto è alla base di un tentativo di ammutinamento da parte dell'equipaggio, il quale però abortisce.
Il protagonista e altri marinai implicati vengono tenuti prigionieri nell'isola di Tahiti. Il protagonista, chiamato dai suoi compari Taipi, fa amicizia con il medico di bordo il quale, per il suo aspetto lugubre, viene soprannominato Long Ghost. Terminato il periodo di prigionia, i due intraprendono un viaggio attraverso l'isola e in un'isola vicina. Durante il percorso l'autore ha così la possibilità di descrivere personaggi, luoghi, usi e costumi. I due personaggi si separeranno solo alla fine del libro, quando il protagonista troverà un nuovo imbarco su una nave, il cui capitano però rifiuta di prendere con sé anche il medico.

## Critica
Così come il precedente Taipi, anche Omoo non può essere considerato né una vera e propria autobiografia (molti studiosi hanno fatto notare come molti degli avvenimenti narrati nei due libri siano stati copiati da altre fonti), né un'opera di finzione, visto che manca totalmente di una trama ben costruita. Si tratta di due opere che riprendono il genere, allora molto popolare, della narrativa di viaggio, attraverso cui un autore condivideva con il pubblico le cose e gli eventi sensazionali di cui era stato testimone durante il viaggio.
Anche Omoo riprende la critica alla colonizzazione operata dalle potenze occidentali in Polinesia. I toni in questo libro sono molto più accesi, poiché da più tempo era in corso il rapporto con inglesi, francesi e americani. La gente di Tahiti emerge come una popolazione ormai corrotta dai costumi occidentali, la quale ha perso le antiche arti e l'abitudine al lavoro. Oggetto di critica è anche la modalità con la quale i missionari hanno portato a compimento la conversione degli indigeni, un'operazione che viene descritta come esclusivamente nella forma e non attraverso un reale processo di insegnamento delle dottrine cristiane.

## Traduzioni italiane
- trad. Giovanni Monaco, Migliaresi, Roma 1944
- trad. Alessandro Monti, in Tutte le opere narrative, vol. 1, a cura di Ruggero Bianchi, Mursia, Milano 1986 (con Taipi)
- trad. Marco Lombardi, in Due romanzi dei mari del sud, introduzione di Aldo Camerino, Casini, Roma 1987, pp. 287-626 (con Taipi)
- trad. Fabrizio Bagatti, Edizioni Clichy, Firenze 2018